# Musikspegeln
Musikspegeln var ett TV-program som huvudsakligen sändes i SVT2 från 1994 till 2004, producerat av  SVT Örebro och behandlade klassisk musik, konstmusik, jazz och folkmusik. Programledare från 1994 -  1999 var Lars Tilling. Viveca Ringmar tog över 2000. Under våren 2001 gick programmet under namnet Hiss. År 2002 blev programmet en del av Kultursöndag och våren 2004 lades programmet ned. Det sista programmet sändes den 9 maj 2004.